# Severa Gjurin
Severa Gjurin, slovenska glasbenica, * 4. avgust 1982, Ljubljana.

## Življenjepis
Maturo je Severa opravila na Srednji šoli za oblikovanje in fotografijo v Ljubljani, kasneje pa se je vpisala na Pedagoško fakulteto v Ljubljani, smer likovna pedagogika.
Leta 2010 je bila nominirana za Slovenko leta.

## Zasebno življenje
Njen oče je jezikoslovec Velemir Gjurin, brat pa glasbenik Gal Gjurin.
S partnerjem, režiserjem Borisom Bezićem, sta konec leta 2020 postala starša.

## Glasbena kariera
Kot vokalistka glasbene zasedbe Olivija je leta 2004 izdala album z naslovom Med moškim in žensko, že leto kasneje pa še album Brez sramu in strahu. Kasneje je sodelovala z Vladom Kreslinom na njegovem albumu Cesta. V filmu Metoda Pevca Hit poletja je prispevala naslovno pesem, ki jo je v filmu izvajala glavna igralka, Ula Furlan.
Kasneje je veliko sodelovala tudi z bratom Galom Gjurinom, pa tudi z Dejanom Lapanjo, Borutom Činčem ter mnogimi drugimi glasbeniki.
1. septembra 2020 je izšel njen (samostojni) albumski prvenec Ali je še kaj prostora?.

## Diskografija
Albumi
- Časovne skice (2012) – z Borutom Činčem
- Ali je še kaj prostora? (2020)

Solo pesmi
- Mlade oči (2008)
- Kakor da se nič ni zgodilo (2012)
- Ali je še kaj prostora tam na jugu (2014)
- Sonce (2020)

Sodelovanja/dueti
- Abel in Kajn (z Vladom Kreslinom) (2007)
- Ti si moje srce (s Pedrom Lousadom in Davidom Rossijem) (2008)
- Ples (z Dejanom Lapanjo) (2009)
- Beli prah (z Niet) (2010)
- Spet doma (z Galom Gjurinom, Miho Debevcem in Tomažem Rožancem) (2010)
- Srce (z Jano Sen) (2012)
- Preko vseh mej (z Jano Sen) (2012)
- Pod staro jablano (z Niet) (2012)
- Zibaj me (z Vladom Kreslinom) (2013)
- Pusti, naj gre (s Ksenijo Jus) (2016)
- Daleč (z Avtomobili) (2016)
- Lahko noč, skrbi (z Galom Gjurinom) (2018)
- Karavana gre naprej (z Zlatkom) (2018)

Glasbeni projekti
- Projekt Bob Dylan: Not Dark Yet (2011)
- Projekt R.E.M.: Oh My Heart (2012)
- Telstar – od tod do vesolja: Telstar (z Galom Gjurinom) (2012)
- Hommage Pengov: Bila sva vse (z Galom Gjurinom) (2014)